# Dora Emdin
Dora M Emdin, född 4 augusti 1912, död 1945 var en engelsk före detta bordtennisspelare. 
Emdin deltog i två VM turneringarna i bordtennis, 1934 och 1938. Där tog hon ett silver och två bronsmedaljer. 
Emdin vann även fem titlar i English Open, ett i singel och två vardera i dubbel och mixed dubbel.

## Privatliv
Emdin gifte sig med Jack Zillwood 1940 och dog efter en kort tids sjukdom 1945, endast 32 år gammal.
Hennes stora syster Doris Lucy Emdin var också en duktig bordtennisspelare med en kvartsfinal i WM 1938 som bästa resultat.

## Meriter
- Bordtennis VM
  - 1934 i Paris
    - 3:e plats singel

  - 1938 i London
    - 3:e plats dubbel
    - 2:a plats lag

- English Open - guldmedaljer
  - 1932/33: 1:a plats singel, 1:a plats mixed dubbel (med Viktor Barna)
  - 1933/34: 1:a plats dubbel (med Phyllis Moser), 1:a plats mixed dubbel (med Viktor Barna)
  - 1935/36: 1:a plats dubbel (med Astrid Krebsbach)